# منصور أبل
منصور أبل (حكم كرة قدم دولي كويتي سابق).
دخل الحكم منصور مجال التحكيم من عام 1986 إلى عام 2007م.

## الوظائف الحالية
- موجه في مادة التربية الرياضية.
- مدير مركز حسن أبل الرياضي ومدرب كرة قدم.

## الشهادات العلمية والإشارات و الدورات العملية
- حاصل على شهادة البكالوريوس في التربية البدنية.
- حاصل على الإشارة الدولية عام 1996.
- عدد من الدورات لتأهيل مدربين فنين ودورات الصقل التي أقامها الاتحاد قبل الموسم والبطولة.
- ورة فوتدرو الدولية عام 2000 لتأهيل مراقبين ومحاضرين حكام.
- دبلومة لدورتين في بريطانيا، دورة محاضرين.
- محاضر حكام تدريب اتحاد الآسيوي.

### البطولات والمشاركات
- مشاركة في تحكيم جميع مسابقات الاتحاد الكويتي لكرة القدم حتى نهاية التحكيم.
- مشاركة في البطولة العاشرة تحت 17 سنة للناشئين في المملكة العربية السعودية عام 1995.
- البطولة الآسيوية الأولى 1996 الهلال السعودي x النصر العماني.
- البطولة الآسيوية 16 لاندية أبطال الدوري 1996 الدفاع الغربي x النجم اللبناني.
- التصفيات الاولمبية قارة آسيا 1999 تركمنتان x طاجيكستان.
- البطولة الآسيوية الثامنة للناشئين تحت 16 سنة (السعودية) 1998.
- مباراة السد x الشباب السعودي(بطولة الأندية الآسيوية لأبطال الكؤوس في قطر).
- البطولة الآسيوية 11 لأبطال الكؤوس الوحدة الإماراتي x الاستقلال الإيراني في الإمارات 2000.
- التصفيات النهائية للمجموعة الرابعة العربية للأندية الأبطال في الأردن عام 2003.
- الدورة الآسيوية 14 كوريا، بوسان 2002.
- الدورة الرمضانية الثانية لدول غرب آسيا، الكويت 2002.
- مباريات تصفيات كأس العالم 2002(اندونيسياx الصين).
- بطولة الأندية العربية الثانية في الأردن 2003.
- تصفيات أثينا 2004 بين لبنانx اندونيسيا.
- دزرة الخليج العربي 16 الكويت 2003.
- دورة أبطال العرب الثانية 2005&2004 الاتحاد السعوديx شعب أب اليميني.
- الاتحاد الدولي لتصفيات كأس العالم منتخب هندوراسx جاميكا 2001/09/05.
- تحكيم المجموعة الرابعة للأندية العربية في الأردن 2003.
- تصفيات الاولمبية بين منتخب عمانx قطر 2003.
- نهائي دوري العماني بين نادي النهضة x نادي مسقط 2006.
- مشاركة بين منتخب الأردن، إيران تصفيات آسيا 2003.
- مشاركة في الاتحاد العربي نادي الاتحاد السوري والاتحاد السعودي.
- بطولة كأس آسيا للناشئين تحت 17 سنة في اليابان 2004.
- بطولة الصداق بالنمسا عام 2004.
- نادي الأهلي المصريx نادي الإسماعيلي بطولة العرب 2004.
- تحكيم الأهلي القطري، وفاق اسطيف بطولة الأندية العربية قطر 2005.
- تصفيات المنتخبات العربية في لبنان 2006.
- إدارة العديد من المباريات النهائية من دوري وكأس الاتحاد الكويتي لكرة القدم.

## الجوائز الحاصل عليها
- جائزة أفضل حكم في بطولة الخليج العربي.
- الصفارة الذهبية لأفضل حكم دولي عام 2006.